# Conde de Moray
O título Conde de Moray, ou Mormaer de Moray (pronuncia-se "Murry"), era originalmente detido pelos governantes da Província de Moray, que existiu desde o século X com vários graus de independência do Reino de Alba ao sul. Até 1130, o status dos governantes de Moray era ambíguo e eles eram descritos em algumas fontes como " mormaers " (termo gaélico para "conde"), em outras como "reis de Moray" e em outras como " reis de Alba ". A posição foi suprimida por David I da Escócia algum tempo após sua derrota de Óengus de Moray na Batalha de Stracathro em 1130, mas foi recriada como um condado feudal por Robert the Bruce e concedida a Thomas Randolph, 1.º Conde de Moray em 1312.
O título foi posteriormente criado diversas vezes no Pariato da Escócia. É detido pelo Clã Stewart desde o século XVI, quando James Stewart, filho ilegítimo de James V, recebeu o título.

## História do Condado de Moray
A importância da província de Moray como parte do reino da Escócia foi demonstrada durante os anos de grandes guerras entre 1296 e 1340. A província foi relativamente intocada por combates diretos e os exércitos ingleses liderados pela realeza penetraram Moray em apenas três ocasiões, em 1296, 1303 e 1335, e uma ocupação inglesa significativa ocorreu apenas em 1296-97. Essa segurança fez com que fosse um refúgio vital e um local de recrutamento para os guardiões escoceses entre 1297 e 1303, e forneceu a Roberto I da Escócia uma base e aliados durante sua campanha no norte contra os Comyns e seus aliados em 1307-1308. A província foi forçada a se submeter a Eduardo I da Inglaterra em 1303 e, portanto, Roberto I da Escócia reconheceu claramente a importância de Moray para a segurança de seu reino. Em 1312, Roberto I restabeleceu o Condado de Moray para seu sobrinho, Thomas Randolph, 1.º Conde de Moray . O novo condado incluía toda a antiga província e as terras da coroa do Laich ou área costeira de Moray. 
O filho de Thomas, John Randolph, foi morto em 1346, não deixando herdeiros, e as outras famílias nobres, incluindo os Comyns, Strathbogies e Morays, desapareceram ou deixaram a província entre 1300 e 1350. Com a ausência de líderes nobres, o poder caiu para figuras menores que atuavam em grupos baseados em parentesco, como o Clã Donnachaidh de Atholl e a Confederação Chattan, centrada em Badenoch. Isso atraiu senhores e homens de fora da província, vindos do sul, como os Dunbars e os Stewarts, que reivindicaram seu território. Em 1372, o Condado de Moray foi dividido entre eles, com John Dunbar recebendo os distritos costeiros e Alexander Stewart, filho favorito de Robert II da Escócia, sendo feito senhor de Badenoch nas terras altas. 
A divisão de Moray levou a um conflito local que foi exacerbado pelas atividades de tribos locais e pela expansão para o leste da superpotência gaélica, o Senhor das Ilhas . As atividades dos ilhéus e parentes a serviço de Alexander Stewart fizeram de Moray a área de maior conflito entre o poder revivido da Escócia gaélica e a sociedade estruturada sob a coroa estabelecida durante os séculos anteriores. Clérigos e burgueses fizeram repetidas reclamações sobre os ataques de invasores cateranos, sendo o mais notável o incêndio da Catedral de Elgin por Alexander Stewart, Conde de Buchan, também conhecido como o Lobo de Badenoch, em uma disputa com o Bispo de Moray. 
Os governantes da Escócia demoraram a reagir aos problemas no condado de Moray. A resposta deles foi em grande parte indireta e o governador, Robert Stewart, Duque de Albany, fez campanha na região em 1405 e 1411. Jaime I da Escócia fez o mesmo em 1428 e 1429. Eles preferiram confiar em um tenente, Alexander Stewart, conde de Mar, filho do Lobo de Badenoch. Quando o Conde de Mar morreu em 1435, um vácuo de poder permitiu que os Lordes das Ilhas dominassem Moray entre as décadas de 1430 e 1450. O condado da coroa era restrito às áreas costeiras de Moray e era mantido por senhores cujos recursos estavam em outros lugares. Os últimos desses senhores outrora leais foram os Clã Douglas, Condes de Douglas que foram perdidos em 1455, após a Batalha de Arkinholm contra o rei e um novo poder surgiu na província. O Clã Gordon, Condes de Huntly, conquistou Badenoch em 1452 e ocupou Moray três anos depois. A coroa recusou-se a permitir aos Gordons o domínio provincial dos Randolphs, mas eles permaneceram como os principais senhores da área a partir do século XV, mas sob a posse da linhagem real da coroa. 
O condado acabou passando para Elizabeth Stewart, 7.ª Condessa de Moray, cujo marido também foi reconhecido como conde. Entretanto, quando seu marido, James, foi morto em batalha contra o Soberano em 1455, seu título foi conquistado.
A próxima concessão foi feita a James Stewart, filho do Rei James IV . Ele, porém, morreu sem filhos, e o título foi extinto. O título foi dado em seguida a George Gordon, 4.º Conde de Huntly . Gordon caiu em desgraça com a realeza e, em 1462, foi morto e seu título foi perdido. 
A criação mais recente foi em favor de outro James Stewart, o filho ilegítimo do Rei James V. Outros títulos escoceses associados a esta criação são: Lorde Abernethy e Strathearn (criado em 1562), Lorde Doune (1581) e Lorde St Colme (1611). Além disso, Lord Moray detém o título de Barão Stuart (1796), do Castelo Stuart no Condado de Inverness; uma vez que está no Pariato da Grã-Bretanha, deu aos Condes de Moray o direito de se sentarem na Câmara dos Lordes antes da aprovação do Ato de Pariato de 1963.
Talvez o mais conhecido Conde de Moray tenha sido James Stewart, 2.º Conde de Moray, marido de Elizabeth Stewart, 2.ª Condessa de Moray, que detinha o título de condado jure uxoris (por direito de sua esposa), pois foi tema de uma balada famosa, " The Bonny Earl O'Moray ". Ele também era descendente direto do Rei Roberto II.
As sedes da família são Doune Lodge, perto de Doune, Stirling e Darnaway Castle, perto de Forres, Moray.

## Mormaers de Moray
- Findláech mac Ruaidrí ( antes de 1014–1020)
- Máel Coluim mac Maíl Brigti (1020–1029)
- Gille Coemgáin mac Maíl Brigti (1029–1032)
- Mac Bethad mac Findláich, (Macbeth, Rei da Escócia ) (1032–1057)
- Lulach mac Gille Coemgáin (1057–1058)
- Máel Snechtai mac Lulaich (1058–1078/1085)
- Óengus (?–1130)
- ? William Fitz Duncan (década de 1130–1147)
  - Para a Coroa Escocesa

## Condes de Moray, primeira criação (1312)
- Thomas Randolph, 1.º Conde de Moray (falecido em 1332)
- Thomas Randolph, 2º conde de Moray (falecido em 1332)
- John Randolph, 3º conde de Moray (falecido em 1346)

## Condes de Moray, segunda criação (1372)
- John Dunbar, 1.º Conde de Moray (falecido em 1391) [6]
- Thomas Dunbar, 2.º conde de Moray (falecido em 1422?), filho do 1.º conde
- Thomas Dunbar, 3.º Conde de Moray (m. ?), filho do 2.º conde
- James Dunbar, 4.º conde de Moray (falecido em 1429), primo do 3.º conde
- Elizabeth Dunbar, Condessa de Moray (falecida em 1485) (perdida em 1455), filha do 4.º Conde
  - Archibald Douglas, Conde de Moray (falecido em 1455), irmão do 8.º e 9.º Condes de Douglas (aderiu em 145?), marido de Elizabeth Dunbar
  - James Crichton, 2.º Lorde Crichton e Conde de Moray (falecido em 1454) (aderiu em 1452), marido de Janet Dunbar (irmã de Elizabeth Dunbar)

## Condes de Moray, terceira criação (1501)
- James Stewart, Conde de Moray (c. 1499–1544)

## Condes de Moray, quarta criação (1549)
- George Gordon, 4º conde de Huntly, conde de Moray (1514–1562), título perdido

## Condes de Moray, quinta criação (1562)
- James Stewart, 1.º Conde de Moray (c. 1531–1570)
- Elizabeth Stuart, 2.ª Condessa de Moray (falecida em 1591)
- James Stewart, jure uxoris 2.º Conde de Moray (falecido em 1592)
- James Stuart, 3.º conde de Moray (falecido em 1638)
- James Stuart, 4.º conde de Moray (falecido em 1653)
- Alexander Stuart, 5.º Conde de Moray (falecido em 1701)
- Charles Stuart, 6.º Conde de Moray (falecido em 1735)
- Francis Stuart, 7.º Conde de Moray (falecido em 1739)
- James Stuart, 8.º conde de Moray (1708–1767)
- Francis Stuart, 9.º Conde de Moray (1737–1810)
- Francis Stuart, 10.º conde de Moray (1771–1848)
- Francis Stuart, 11.º conde de Moray (1795–1859)
- John Stuart, 12.º conde de Moray (1797–1867)
- Archibald George Stuart, 13.º Conde de Moray (1810–1872)
- George Philip Stuart, 14.º conde de Moray (1816–1895)
- Edmund Archibald Stuart, 15.º Conde de Moray (1840–1901)
- Francis James Stuart, 16.º Conde de Moray (1842–1909)
- Morton Gray Stuart, 17.º conde de Moray (1855–1930)
- Francis Douglas Stuart, 18.º Conde de Moray (1892–1943)
- Archibald John Morton Stuart, 19.º Conde de Moray (1894–1974)
- Douglas John Moray Stuart, 20.º Conde de Moray (1928–2011)
- John Douglas Stuart, 21.º Conde de Moray (nascido em 1966)